# Tay (rzeka)
Tay (gael. Tatha) – najdłuższa rzeka w Szkocji, o długości 193 km. Źródła w Grampianach. Powierzchnia dorzecza wynosi ok. 6200 km². Uchodzi do Morza Północnego poprzez zatokę Firth of Tay. Największe skupiska miejskie położone nad rzeką: Dundee, Perth
Tay swoje źródła ma na zboczach Ben Lui (Beinn Laoigh) w Grampianach zachodnich, około 32 km od miasta Oban w Argyll and Bute. Stamtąd płynie na wschód przez Highlands, najpierw pod nazwą Connonish, później Fillan, a następnie Dochart, aż do Loch Tay. Z jeziora wypływa w Kenmore, Perth and Kinross i dalej, już jako Tay biegnie przez Perth, które aż do wybudowania Tay Road Bridge i Tay Rail Bridge posiadało najniżej w biegu rzeki położony most, aż do Firth of Tay.
Do 18 sierpnia 1966 istniała promowa przeprawa pasażersko-samochodowa pomiędzy Craigie Pier w Dundee i Tayport. Została ona zamknięta w związku z budową Tay Road Bridge. Przed zamknięciem była obsługiwana przez trzy statki: B.L. Nairn (o napędzie kołowym) oraz MV Abercraig i MV Scotscraig (wyposażone w pędniki cykloidalne Voitha-Schneidera).
Od rzeki wzięło swą nazwę kilka innych nazw geograficznych, m.in.:
- Dundee – Dun Tatha, fort na Tay
- Broughty Ferry (dzielnica Dundee) – Bruach Tatha, brzeg Tay
- zamek Taymouth
- Tayside (dawna jednostka administracyjna w Szkocji)

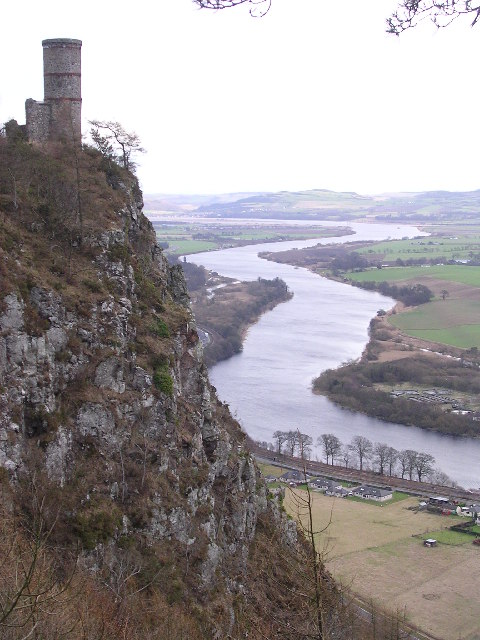
Widok na Tay z Kinnoull Hill w Perth

- Tayport